# Karel Heyne
Karel Heyne ( 30 de agosto de 1877 - 11 de noviembre de 1947 ) fue un botánico neerlandés. Trabajó extensamente como curador del "Herbarium Bogoriense" y del Jardín Botánico de Buitenzorg.
A sus veinte años se muda a Java. En 1900 era empleado de comercio en la que sería luego la oficial "Royal Shipping Company" (Koninklijke Paketvaart Maatschappij). En 1903 se casa con Wilhelmina Louise Visser (de Batavia, 1871-1913; teniendo dos hijos de 1905 y de 1906. En 1906 la familia se muda a Buitenzorg (Bogor). Viudo, se casa el 3 de enero de 1920 con Ida van Oorschot (1875, Ambarawa - 1957, Bennekom). Heyne vivió en Bogor hasta su retiro del servicio gubernamental, en 1926, y se repatria el 7 de abril de 1927.

## Algunas publicaciones
- Heyne, k. 1907-1926. Jaarboek Departement van Landbouw, Handel and Nijverheid (Anuario del Departamento de Agricultura, Comercio e Industria
- ----. 1907. Nota over het klapper-vraagstuk. Teysmannia 18: 52-64, 120-130.
- ----. 1909. Kedele op de Europeesche markt. Teysmannia 20: 687-691
- ----. 1911. Garoehout. Teysmannia 22: 411- 417
- ----. 1919/1920. Een massieve bamboe [Sc/7/zosfachyum]. Algemeen Landbouw-kundig Weekblad Ned. Indie: 551-552
- ----. 1919/1920. Copal. Ibid.: 1137-1138

### Libros
- 1927.  The useful plants of the Dutch East Indies
- 1950.  De nuttige planten van Indonesië (Las plantas útiles de Indonesia). Ed. Gravenhage & Bandung, W. van Hoeve. 3ª ed. 2 vols. vii + 1-1450; v + 1451-1660, ccxli
- 1987.  Tumbuhan berguna Indonesia Terdiri Atas Empat Jilid (Plantas útiles de Indonesia). Ed. Yakarta : Yayasan Sarana Wana Jaya. 4 Vols. LIII; XXI; XXI; XI, 2.521 pp.

## Honores

### Eponimia
- (Zingiberaceae) Curcuma heyneana Valeton & Zijp[2]
- (Zingiberaceae) Etlingera heyneana (Valeton) R.M.Sm.[3]

- La abreviatura «K.Heyne» se emplea para indicar a Karel Heyne como autoridad en la descripción y clasificación científica de los vegetales.[4]